# Claudio Nedden-Boeger
Claudio Nedden-Boeger (* 13. Januar 1966 in Essen) ist ein deutscher Jurist und Richter am Bundesgerichtshof.

## Leben
Nach mit Promotion abgeschlossenem Studium und Referendariat begann Nedden-Boeger 1995 seine juristische Laufbahn in Nordrhein-Westfalen. In seiner Probezeit wurde er am Landgericht Bochum und am Amtsgericht Recklinghausen sowie im Rahmen einer Abordnung im IT-Referat des Oberlandesgerichts Hamm eingesetzt. Zu Beginn des Jahres 1999 wurde er dann zum Richter am Landgericht Essen ernannt. Nedden-Boeger wurde von dort 2002 bis 2004 an das Justizministerium Nordrhein-Westfalens abgeordnet. Hiernach erfolgte zunächst eine Abordnung an das Oberlandesgericht Hamm und im Oktober schließlich die Ernennung zum Richter am Oberlandesgericht. Hier war er für Versicherungssachen und zuletzt im 11. Familiensenat für Familiensachen zuständig war. Am 3. Januar 2011 wurde er zum Richter am Bundesgerichtshof ernannt und dort dem II. Zivilsenat zugeordnet, inzwischen ist er Mitglied des XII. Zivilsenats. Seit 2012 ist er Mitglied des Verfassungsgerichtshofes für das Land Nordrhein-Westfalen, wofür er 2018 wiedergewählt wurde.
Nedden-Boeger ist verheiratet und Vater von zwei Kindern. Bis Mai 2011 war er Vorsitzender des Presbyteriums der Paulusgemeinde Essen-Heisingen.

## Positionen
Nedden-Boeger ist Mitglied der Partei Bündnis 90/Die Grünen (Kreisverband Essen).
Im Zuge der Edathy-Affäre äußerte er Zweifel, ob die Ermittlungen gegen Sebastian Edathy überhaupt rechtmäßig gewesen seien. So sei u. a. der Anfangsverdacht nur auf eine „abstrakte Tätertypologie“ gestützt worden, was nicht ausreichend sei. Die Immunität diene „allein der Arbeitsfähigkeit des Parlaments und damit nichts Geringerem als der Demokratie selbst.“ Der Fall Edathy könne – laut Nedden-Boeger – Anlass geben, den Behörden klarere Vorgaben zu geben für Vorermittlungen gegen Personen, die „um der Demokratie willen“ politische Immunität genössen.
Im Rahmen der Diskussion, ob die Strafbarkeit des sogenannten Schwarzfahrens sinnvoll sei, schlug er vor, dass Bedürftigen vom Staat in ihrer Umgebung für sie kostenlose ÖPNV-Fahrtmöglichkeit eröffnet werden sollten. Dabei wolle er Hartz-IV-Empfänger mit Schwerbehinderten gleichstellen. So solle es ermöglicht werden, dass die 46 %, die bisher nicht für Fahrleistungen bezahlten, den ÖPNV in Anspruch nehmen könnten, „ohne in die Strafbarkeitsfalle zu geraten“.